# Miyawaka, Fukuoka
Miyawaka (宮若市 Miyawaka-shi) là một thành phố thuộc tỉnh Fukuoka, Nhật Bản. Thành phố được thành lập ngày 11 tháng 2 năm 2006 sau khi sáp nhập các thị trấn Miyata và Wakamiya, huyện Kurate.
Tính đến ngày 01 tháng 9 năm 2010, dân số thành phố là 30.296, với mật độ 216 người/km² trên tổng diện tích 139,99 km².